# Gornji Kukuruzari
Gornji Kukuruzari es una localidad de Croacia en el municipio de Donji Kukuruzari, condado de Sisak-Moslavina.

## Geografía
Se encuentra a una altitud de 194 m s. n. m. a 84,9 km de la capital nacional, Zagreb.

## Demografía
En el censo 2011, el total de población de la localidad fue de 57 habitantes.